# Paó verd
El paó verd(Pavo muticus), és un ocell de la família dels fasiànids, ordre dels gal·liformes. És molt menys conegut i una mica més petit que el paó blau.

## Particularitats
Aquest ocell és una espècie en perill i es troba en estat salvatge a unes poques zones de Myanmar, la Xina Meridional, Laos, Tailàndia (zones de l'Isaan i Muntanyes de Phi Pan Nam), Vietnam, Cambodja, Malàisia i l'illa de Java.
Té un plomatge d'un color verd turquesa metàl·lic i, tot i que posseeix colors molt delicats, la cua estesa del mascle no resulta tan impressionant com la dels paons blaus. El crit del mascle és un fort kí-uau, que sovint es repeteix, mentre el crit de la femella sona au-aà.

## Ecologia
Aquests ocells viuen entre les mates de bambú, a la sabana, matoll i boscos secs d'arbres d'arbres baixos. Els paons verds prefereixen viure el més lluny possible de les zones d'habitació humana, a prop d'estanys o cursos d'aigua.
Contràriament al paó blau aquest ocell és una espècie amenaçada. Ha vist la seva distribució molt reduïda durant les darreres dècades a causa de la desforestació massiva de les zones forestals a l'Àsia del sud-est. La fragmentació de l'hàbitat augmenta el risc d'endogàmia. La caça excessiva no hi ajuda gaire com que en molts llocs es valora com a aliment. Allà on s'ha controlat la caça, com a la reserva natural Huai Kha Khaeng a Tailàndia han reeixit primer estabilitzar i ara augmentar-ne la població.